# Chiesa di San Matteo (Borghetto Santo Spirito)
La chiesa di San Matteo è un luogo di culto cattolico situato nel comune di Borghetto Santo Spirito, in via Roma, in provincia di Savona. La chiesa è sede della parrocchia omonima del vicariato di Loano della diocesi di Albenga-Imperia.

## Storia
La costruzione della prima parrocchiale avvenne sul finire del XIII secolo, nel medesimo spazio occupato dall'attuale impianto, contemporaneamente alla fondazione del nuovo borgo (il Burgus Sancti Spiritus) voluto dal Comune di Albenga nella piana del torrente Varatella. Secondo una ricostruzione architettonica del tempo, la chiesa aveva l'orientamento della zona absidale verso levante e, conseguentemente, con la facciata rivolta a ponente.
Con l'accrescere della popolazione borghettina, e quindi con la necessità di un nuovo impianto più capiente, nel corso del Seicento il sito religioso conobbe una nuova fase ampliativa: una disposizione a tre navate, divise da colonne in pietra del Finale, copertura a volte e una pavimentazione in ardesia. Fu il vescovo di Albenga Pier Francesco Costa a consacrare la nuova parrocchiale di Borghetto Santo Spirito il 4 ottobre 1643. Nel 1715 fu realizzato il nuovo altare maggiore marmoreo.
Al 1978 risalgono i più vicini interventi di conservazione e di pulitura delle colonne, mentre tra il 1991 e il 1993 si procedette al restauro pittorico degli affreschi della volta centrale, delle varie decorazioni interne e della facciata esterna.

## Descrizione

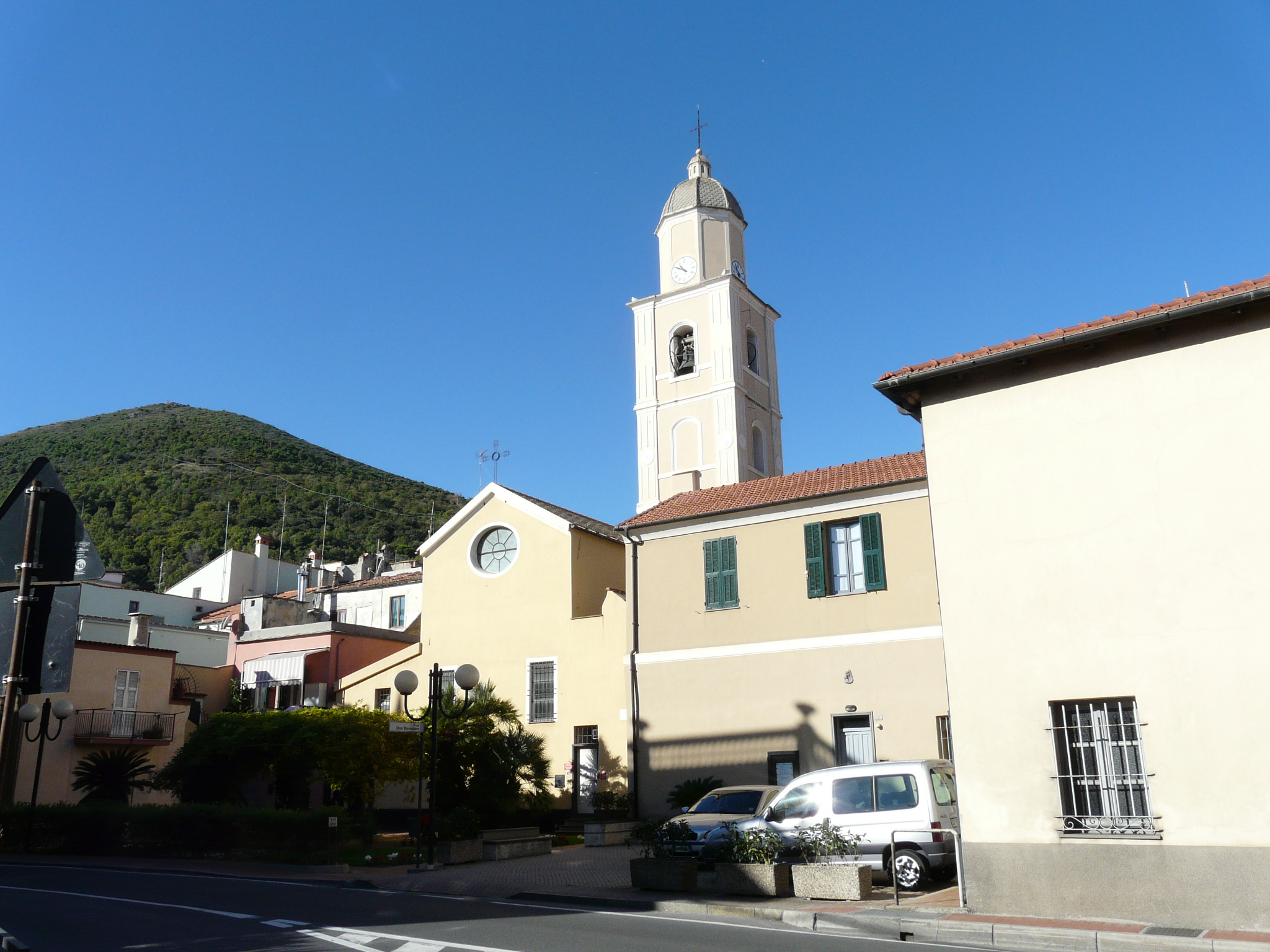
La chiesa vista dalla statale 1 Via Aurelia

Per munificenza di Santiago Marexiano, e su progetto di Giovanni Richinotti, si predisposero nel 1902 nuovi lavori di abbellimento dell'esterna facciata con la divisione tramite un cornicione e quattro lesene a capitelli corinzi. Un bassorilievo sul portale centrale raffigura la Madonna del Guardia mentre nei portali laterali campeggiano le rappresentazioni di san Giuseppe (a sinistra) e di sant'Anna a destra; nella zona inferiore i tre bassorilievi sono opera dello scultore Antonio Brilla di Savona.
Quattro le opere pittoriche del pittore genovese Giuseppe Badaracco, datate tra il 1644 e il 1655: il Martirio di san Matteo nella zona absidale; il Martirio di sant'Agata nella cappella posta a capo della navata destra; la Madonna con Bambino e i santi Pietro, Erasmo ed Antonio abate, lungo la navata sinistra (pala d'altare), dove si può distinguere la rappresentazione di una Borghetto Santo Spirito nel Seicento; il Miracolo della mula, un episodio della vita dell'abate di Padova.
Tra le sculture collocate all'interno della parrocchiale una statua raffigurante San Matteo - opera della bottega di Anton Maria Maragliano, nella nicchia laterale a destra dell'altare maggiore - e Santa Maria Maddalena, effigie di Paolo Olivari e collocata nella nicchia a sinistra del medesimo altare. All'inizio dell'Ottocento è datato il ligneo coro realizzato dall'artigiano loanese Perasso.
Le sei vetrate che adornano la chiesa sono state realizzate nel corso del 1950 - in sostituzione delle precedenti, andate distrutte nei bombardamenti della seconda guerra mondiale - e raffigurano san Giovanni Battista, san Giuseppe con il Bambino Gesù in braccio, la Madonna del Rosario, sant'Agostino e la Madonna della Guardia.
L'organo attuale (1116 canne: 41 in legno e 1075 in metallo. I registri sono 25 e la trasmissione è completamente meccanica) è del 1996 e opera dell'organaro Beniamino Giribaldi di Montegrazie (Imperia) che andò a sostituire il precedente strumento del 1928 della ditta Gandini di Varese. Tuttavia il primo organo della chiesa risalirebbe ad un costruttore ignoto del 1628, che fu poi sostituito nel 1643 con l'opera di Giovanni Oltrachino di Pavia.